# Veda Ann Borg
Pour les articles homonymes, voir Borg.

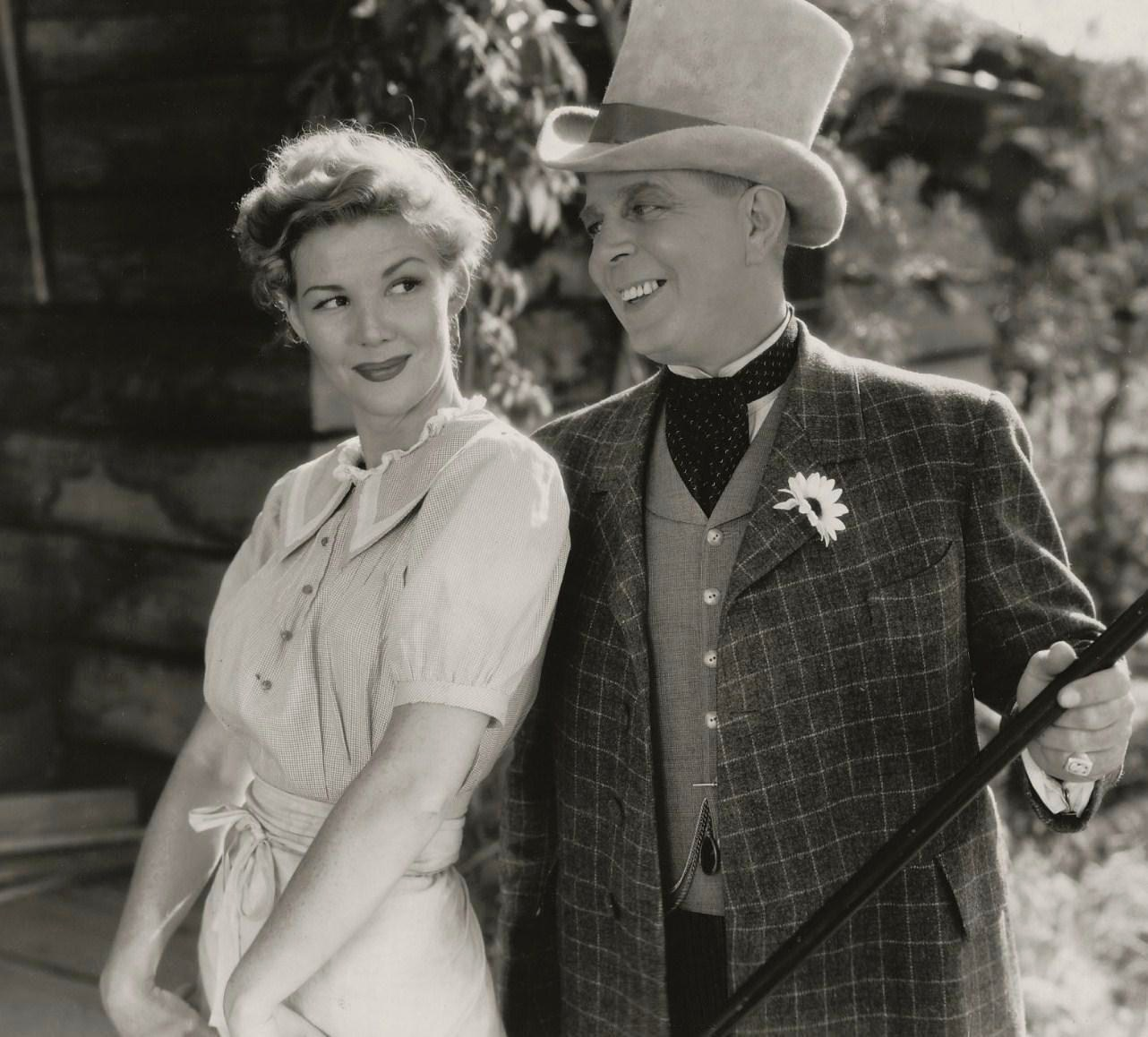
Avec Hoot Gibson, dans Marked Trails (1944)

Veda Ann Borg est une actrice américaine, née le 11 janvier 1915 à Boston (Massachusetts), morte d'un cancer le 16 août 1973 à Los Angeles — Quartier d'Hollywood (Californie).

## Biographie
Né d'un père suédois émigré aux États-Unis, Veda Ann Borg est mannequin lorsqu'elle décroche, à 21 ans, un contrat chez Paramount et tourne son premier film en 1936, Three Cheers for Love. 
En tout, elle contribuera à cent-deux films américains (dont des westerns) ; le dernier est Alamo de (et avec) John Wayne, sorti en 1960, où elle tient un de ses rôles les plus connus, celui de Nell Robertson, la femme aveugle.
Entretemps, elle apparaît notamment dans La Révolte de Lloyd Bacon (1937, avec Pat O'Brien, Humphrey Bogart et Ann Sheridan), Le Roman de Mildred Pierce de Michael Curtiz (1945, avec Joan Crawford, Zachary Scott et Ann Blyth), ou encore Blanches colombes et vilains messieurs de Joseph L. Mankiewicz (1955, avec Marlon Brando, Jean Simmons et Frank Sinatra).
Pour la télévision, entre 1952 et 1963, elle collabore à trente-quatre séries, dont Le Choix de... (un épisode, 1956) et la série-western Bonanza (un épisode, 1961).
En 1946, Veda Ann Borg épouse en secondes noces le réalisateur Andrew V. McLaglen (né en 1920), dont elle divorce en 1958.

## Filmographie partielle

### Au cinéma
- 1936 : Three Cheers for Love de Ray McCarey
- 1937 : Men in Exile de John Farrow
- 1937 : Le Dernier Round (Kid Galahad) de Michael Curtiz
- 1937 : La Révolte (San Quentin) de Lloyd Bacon
- 1937 : Voici l'escadre (The Singing Marine) de Ray Enright
- 1937 : Confession de Joe May
- 1937 : L'Aventure de minuit (It's Love I'm After) d'Archie Mayo
- 1937 : Sous-marin D-1 (Submarine D-1) de Lloyd Bacon : Dolly
- 1938 : Over the Wall de Frank McDonald
- 1939 : Miracle on Main Street de Steve Sekely
- 1940 : Le Fantôme du cirque (The Shadow) de James W. Horne
- 1940 : Behind the News de Joseph Santley
- 1940 : Chante mon amour (Bitter Sweet) de W. S. Van Dyke
- 1941 : Franc Jeu (Honky Tonk) de Jack Conway
- 1941 : Le Châtiment (The Penalty) de Harold S. Bucquet
- 1941 : Vendetta (The Corsican Brothers) de Gregory Ratoff
- 1942 : Duke of the Navy (en) de William Beaudine
- 1943 : En bordée à Broadway (Something to Shout About) de Gregory Ratoff
- 1943 : L'Île des péchés oubliés (Isle of Forgotten Sins) d'Edgar G. Ulmer
- 1943 : False Faces de George Sherman
- 1943 : The Unknown Guest de Kurt Neumann
- 1944 : Le Grand Boum (The Big Noise) de Malcolm St. Clair
- 1944 : Marked Trails de John P. McCarthy
- 1944 : Le Faucon à Hollywood (en) (The Falcon in Hollywood) de Gordon Douglas
- 1944 : Pour les beaux yeux de ma belle (Irish Eyes Are Smiling)
- 1945 : Le Roman de Mildred Pierce (Mildred Pierce) de Michael Curtiz
- 1945 : Don Juan Quilligan de Frank Tuttle
- 1946 : Wife Wanted de Phil Karlson
- 1946 : Avalanche (en) d'Irving Allen
- 1947 : Deux sœurs vivaient en paix (The Bachelor and the Bobby-Soxer) d'Irving Reis et Dore Schary
- 1947 : Maman était new-look (Mother Wore Tights) de Walter Lang
- 1947 : Blonde Savage de Steve Sekely
- 1948 : La Belle imprudente (Julia Misbehaves) de Jack Conway
- 1949 : Le Débrouillard (Chicken Every Sunday) de George Seaton
- 1950 : Rider from Tucson de Lesley Selander
- 1952 : Big Jim McLain d'Edward Ludwig
- 1953 : Cargo de femmes (A Perilous Journey) de R. G. Springsteen
- 1953 : Trois Marins et une fille (Three Sailors and a Girl) de Roy Del Ruth
- 1955 : Les Pièges de la passion (Love Me or Leave Me) de Charles Vidor
- 1955 : Un pitre au pensionnat (You're Never Too Young) de Norman Taurog
- 1955 : Blanches Colombes et Vilains Messieurs (Guys and Dolls) de Joseph L. Mankiewicz
- 1955 : Une femme en enfer (I'll Cry Tomorrow) de Daniel Mann
- 1956 : Frontier Gambler de Sam Newfield
- 1957 : L'aigle vole au soleil (The Wings of Eagles) de John Ford
- 1958 : La Cible parfaite (The Fearmakers) de Jacques Tourneur
- 1959 : Caravane vers le soleil' ' (Thunder in the Sun) de Russell Rouse
- 1960 : Alamo (The Alamo) de John Wayne

### À la télévision (séries)
- 1952 : Les Aventures de Superman (Adventures of Superman)
  - Saison 1, épisode 13 Le Costume volé (The Stolen Costume) de Lee Sholem

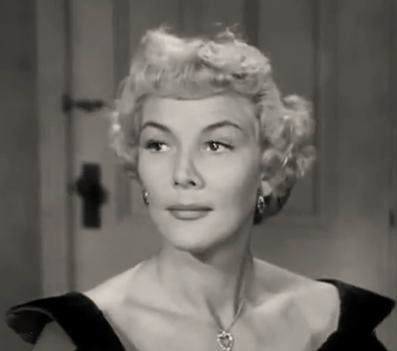
Dans Histoires du siècle dernier (1955)

- 1953-1954 : The Abbott and Costello Show (en) de Jean Yarbrough
  - Saison 1, épisode 13 Peace and Quiet (1953)
  - Saison 1, épisode 18 Getting a Job (1953)
  - Saison 1, épisode 21 Television (1953)
  - Saison 2, épisode 18 Public Enemies  (1954)
- 1955 : Histoires du siècle dernier (Stories of the Century)
  - Saison 2, épisode 4 Kate Bender de William Witney
- 1956 : Le Choix de... (Screen Directors Playhouse)
  - Saison unique, épisode 21 It's a Most Unusual Day
- 1956 : Alfred Hitchcock présente (Alfred Hitchcock presents)
  - Saison 1, épisode 36 Mink de Robert Stevenson
- 1957 : The Red Skelton Show
  - Saison 6, épisode 24 Clem's Fish Market de Seymour Berns
- 1957 : Monsieur et Madame détective (The Thin Man)
  - Saison 1, épisode 6 That's the Spirit
- 1958 : Sugarfoot
  - Saison 1, épisode 13 The Dead Hills de Franklin Adreon
- 1961 : Bonanza
  - Saison 2, épisode 20 The Fugitive de Lewis Allen